# Kościół św. Anny w Rakowie (powiat kielecki)
Kościół św. Anny w Rakowie – dawny kościół klasztorny reformatów, położony na wschodnim skraju wsi, przy ulicy Klasztornej.

## Historia

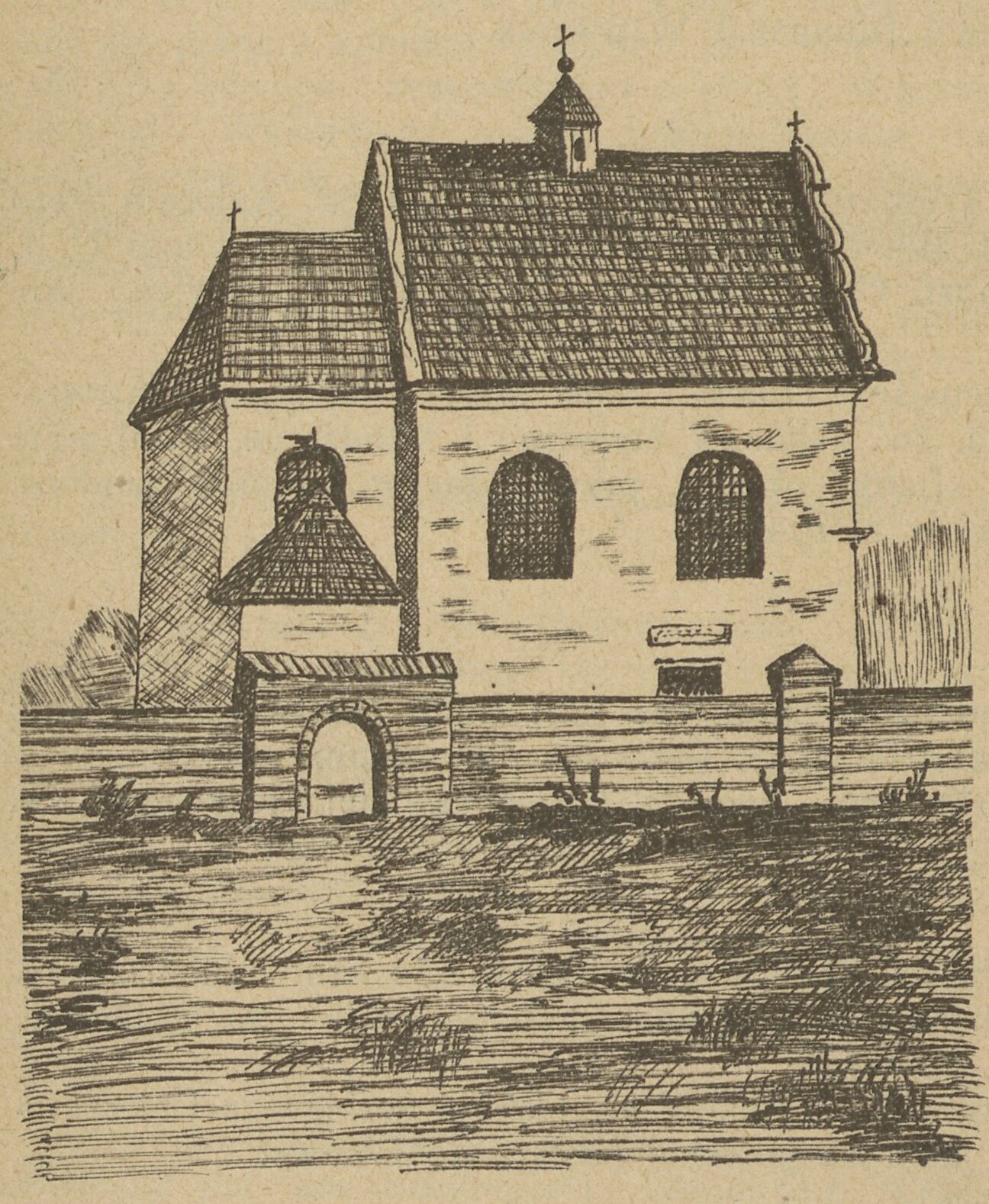
Kościół przed 1907

Reformaci zostali sprowadzeni do Rakowa w 1641, w celu nawracania zwolenników braci polskich. Szczególnie w tej działalności misyjnej wsławił się zakonnik Bonawentura Dzierżanowski, który obchodził wsie i miasteczka, gorącymi kazaniami ludzi napominając, aby się strzegli ariańskiej sekty. W niedługim czasie, bo już przed 1649, klasztor skasowano.
Kościół, zapewne wraz z klasztorem, wzniesiono około 1641. W poł. XVIII wieku świątynia została przebudowana, a w 1906 poddano ją gruntownemu remontowi. Zapewne już długo przed tym, poklasztorne budynki mieszkalne rozebrano, pozostawiając sam kościół.

## Architektura
Poreformacki kościół – to barokowa, orientowana świątynia, o dwuprzęsłowym korpusie z węższym prezbiterium zamkniętym na zewnątrz wielobocznie (wewnątrz półkoliście). Od północy posiada dobudowaną zakrystię. Wewnątrz sklepienia kolebkowe z lunetami, na gurtach, w zakrystii kolebkowo – krzyżowe. Od zachodu główna elewacja, ujęta w pary pilastrów i zwieńczona szczytem z przełomu XVII i XVIII wieku, o falistym wykroju z wolutami. Dwuspadowe dachy – pierwotnie gontowe – obecnie pokryte blachą. Główny ołtarz późnobarokowy z XVIII wieku, ozdobiony obrazem patronki kościoła, św. Anny Samotrzeć ze św. Janem Chrzcicielem i św. Józefem.